# Mariehus Arena
Mariehus Arena är en ishall i Mariestad, Västergötland. Ishallen stod färdig 1964 och var då en av de första i landet. 2009 kompletterades den med en träningshall, JTM-hallen. Publikrekordet på 4 400 åskådare sattes 1983 i ett derby mot Skövde IK. Sedan dess har antalet sittplatser utökats och hallen har idag en kapacitet på 2 500 personer. När hallen byggdes fick den namnet Katrinhallen säsongen 2018-19 bytte hallen namn till Mariehus Arena.